# Синтетический анархизм
Синтетический анархизм, синтезистский анархизм, синтезизм или синтетическая федерация — одна из форм политической организации анархистов, которая пытается объединить анархистов разных движений на принципах анархизма без прилагательных. Эта форма была предложена в 1920-х годах и отстаивалась анархо-коммунистами Всеволодом Волиным и Себастьяном Фором. Это основной принцип организации федераций анархистов, объединённых в существующем сегодня Интернационале федераций анархистов.

## Украина и Россия

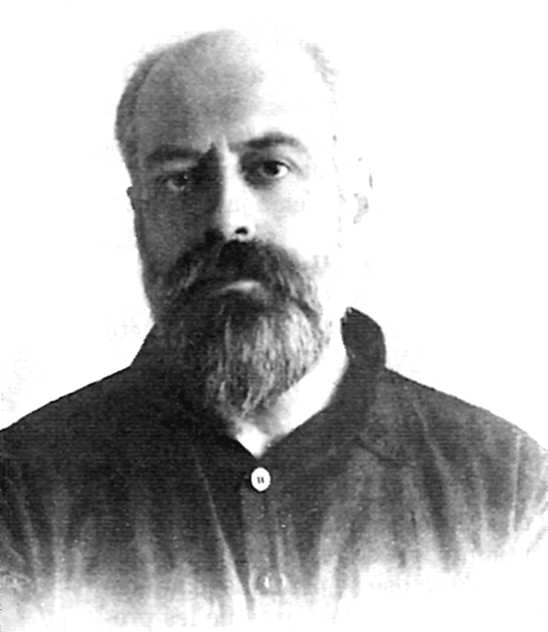
Всеволод Волин, известный анархист-коммунист

Всеволод Волин был анархическим мыслителем и плодовитым автором, который сыграл важную роль в организации и руководстве 
Конфедерацией анархистских организаций «Набат», ставшей наиболее значительным объединением анархистов Украины в период 1918—1920 годов. Наибольшее влияние Конфедерация имела на «Вольной территории», при этом отделения «Набата» были во всех крупных городах на юге Украины.
Волину было поручено написать платформу для «Набата», которая могла бы быть принята всеми основными анархическими движениями, то есть анархо-синдикалистами, анархо-коллективистами, анархо-коммунистами и анархо-индивидуалистами. Единая платформа для «Набата» так и не была реализована, но Волин, вдохновляясь «Набатом», использовал написанное, чтобы создать свой анархический синтез. Предлагаемая платформа для «Набата» включала следующее определение синтетического анархизма:

Все три понятия (синдикализм, коммунизм, индивидуализм) суть три стороны одного и того же целостного процесса: процесса строительства, — методом классовой организации трудовых масс («синдикалистский» метод), — анархо-коммунистического общежития, являющегося лишь необходимой материальной базой для полного расцвета свободной человеческой личности.— Декларация Пepвoй Конференции Анархистских Организаций Украины
Дискуссия вокруг анархического синтеза возникла в контексте обсуждения «Организационной платформы либертарных коммунистов», написанной русской эмигрантской группой «Дело труда» в 1926 году. «Платформа» вызвала резкую критику со стороны многих участников анархического движения того времени, включая некоторых из наиболее влиятельных анархистов, таких как Всеволод Волин, Эррико Малатеста, Луиджи Фаббри, Камилло Бернери, Макс Неттлау, Александр Беркман, Эмма Голдман и Григорий Максимов. Волин вместе с Молли Штеймер, Сеней Флешиным и другими русскими анархистами написал ответ на «Платформу», в котором утверждалось:

Нет ничего проще чем заявить: анархизм — это классовая концепция… Он синтетичен и плюралистичен, как сама жизнь… Классовый элемент в анархизме теснейшим образом связан с вопросом о методе освободительной борьбы, общечеловеческий элемент связан с основами общих принципов и моральным фундаментом либертарной концепции…, а индивидуалистический элемент связан с философской основой и наиболее развитыми конечными устремлениями либертарной мысли.— Ответ нескольких российских анархистов на «Платформу»

## Международный ответ синтезистов на платформу «Дела Труда»

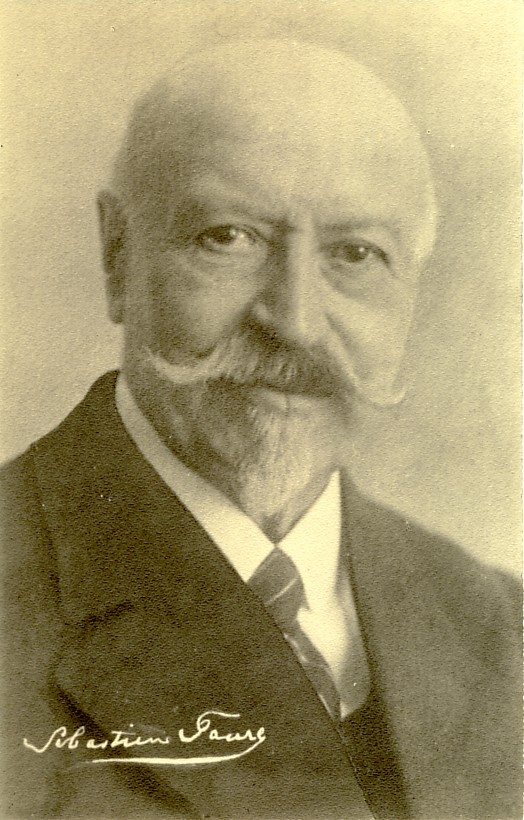
Себастьян Фор, французский анархист-коммунист

Два текста, выполненных в виде ответов на «Платформу», предлагающие различные организационные модели, стали основой для так называемой синтетической организации, или просто «синтезизма». В опубликованном в 1924 году документе Волин призвал к «анархическому синтезу», а также написал статью на эту тему для «Анархической энциклопедии» Себастьяна Фора. Поскольку анархическое движение в большинстве стран было разделено на три основные тенденции — коммунистический анархизм, анархо-синдикализм и индивидуалистический анархизм, то основным назначением синтеза было то, что такая организация могла бы успешно объединить анархистов всех трёх тенденций.
Платформисты хотели добиться популяризации своих идей среди остальных анархистов путём проведения международного анархического съезда 12 февраля 1927 года. Вскоре на общенациональном съезде французского Союза анархистов (фр. Union anarchiste, UAF) группа «Дело труда» сумела склонить его участников к принятию положений «Платформы», вследствие чего организация изменила название на Союз революционных анархистов-коммунистов (фр. Union anarchiste communiste révolutionnaire, UACR). Себастьян Фор возглавил фракцию внутри UACR, которая приняла решение выйти из этой организации и сформировать отдельную Ассоциацию федералистов-анархистов (фр. Association des fédéralistes anarchistes, AFA), поскольку её участники считали, что платформа «Дела Труда» угрожала традиционным анархистским идеям. Через некоторое время в своей работе «Анархический синтез» (фр. La synthèse anarchiste, 1928) Фор высказал мнение, что анархические учения не противоречат, но дополняют друг друга, и каждое имеет свою роль внутри анархизма: анархо-синдикализм, как сила массовых организаций и лучший способ осуществления анархизма; либертарный коммунизм, как представление об обществе будущего, основанном на распределении плодов труда в соответствии с потребностями каждого; анархо-индивидуализм как отрицание угнетения и утверждение индивидуального права на совершенствование личности, ищущий её выгоды во всём.

## Италия и Испания

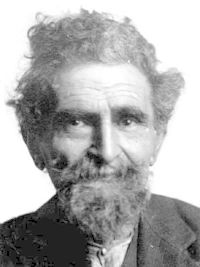
Эррико Малатеста, итальянский анархист-коммунист

В 1920 году бывшими участниками Итальянского союза анархических коммунистов (итал. Unione Comunista Anarchica Italiana, UCAI) была создана федерация синтетического анархизма Итальянский анархический союз (итал. Unione Italiana Anarchica, UIA). Итальянский анархический союз появился сразу после событий Красного двухлетия и вёл деятельность вплоть до 1929 года, когда был запрещен фашистским режимом. «Анархическая программа» (итал. Il Programma Anarchico, 1919) Итальянского анархического союза была написана Эррико Малатестой.
В Испании платформа «Дела труда» также встретила резкую критику. Мигель Хименес, один из основателей Федерации анархистов Иберии (исп. Federación Anarquista Ibérica, FAI), кратко изложил видение «Платформы» так: в ней слишком большое влияние марксизма, она ошибочно разделяет и сводит анархистов к индивидуалистическим анархистам и анархо-коммунистическим секциям, и хотела бы объединить анархическое движение на позициях анархо-коммунистов. Он рассматривал анархизм как более сложную структуру: анархические движения не являются взаимоисключающими — как это видели платформисты, а анархо-синдикализм мог бы вместить как индивидуалистические, так и коммунистические взгляды. Себастьян Фор имел более прочные связи в Испании, поэтому его предложение имело больший успех у испанских анархистов, чем платформа «Дела труда» — несмотря на то, что влияние индивидуалистических анархистов в Испании было менее сильным, чем во Франции. Основной целью было соединение анархо-коммунизма с анархо-синдикализмом.
Хосе Элизальде, один из основателей и первый секретарь Федерации анархистов Иберии, также был известным в Испании анархистом-индивидуалистом, издателем индивидуалистического журнала Iniciales и переводчиком работ Ана Ринера и Эмиля Армана на испанский язык.

## Послевоенные синтетические федерации

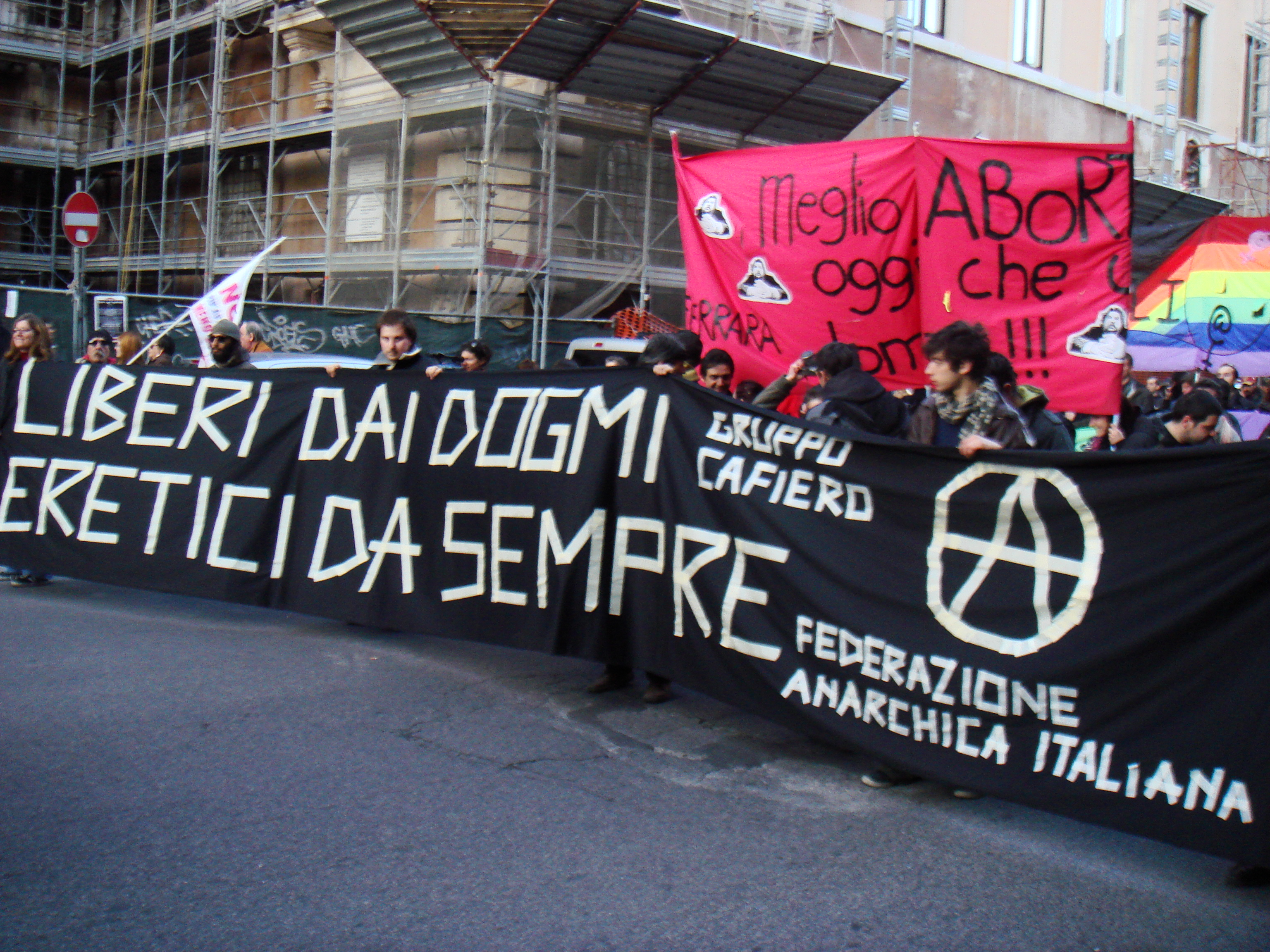
Участники Итальянской анархической федерации на антиклерикальной манифестации в Риме (2008 год)

В 1945 году в Карраре была основана синтетическая Итальянская анархическая федерация (итал. Federazione Anarchica Italiana, FAI). Важную роль в примирении конфликтующих группировок сыграл анархист-индивидуалист Чезаре Закариа. Федерация приняла «Пакт об ассоциации» и «Анархическую программу» Эррико Малатесты. В 1965 году антиорганизационистски настроенные анархисты вышли из этой организации и создали Группы анархической инициативы (итал. Gruppi di Iniziativa Anarchica), а в 1970-х годах другие отколовшиеся от FAI группы сформировали платформистское объединение.
2 декабря 1945 года в Париже была основана Федерация анархистов (фр. Fédération anarchiste, FA). В её состав вошло большинство активистов из ранее существовавшей федерации (поддерживавшей волинский синтез), некоторые члены бывшего Союза анархистов (фр. Union anarchiste), одобрявшего поддержку членами НКТ-ФАИ (исп. CNT-FAI) республиканского правительства во время гражданской войны в Испании, а также некоторые молодые участники Сопротивления. После того, как неоплатформистская фракция во главе с Жоржем Фонтени добилась переименования организации в Федерацию либертарных коммунистов (фр. Fédération communiste libertaire, FCL), установив централизацию и единогласие, синтетическая Федерация анархистов была собрана снова в декабре 1953 года, а FCL распалась вскоре после этого. Новые базовые принципы Федерации анархистов были написаны индивидуалистическим анархистом Шарлем-Огюстом Бонтаном и анархо-коммунистом Морисом Жуайё, они провозглашали плюрализм тенденций в организации и автономию федеративных групп, организованных вокруг синтетических принципов.
В 1968 году во время международной конференции анархистов в городе Каррара был основан Интернационал федераций анархистов (IAF-IFA), в который вошли три европейских федерации анархистов — из Франции (Федерация анархистов), Италии (Итальянская анархическая федерация) и Испании (Федерация анархистов Иберии), а также находившиеся в изгнании во Франции члены Болгарской федерации. Эти организации также находились под влиянием синтетических принципов. В настоящее время, наряду с упомянутыми федерациями, ИФА включает Аргентинскую либертарную федерацию, Федерацию анархистов Беларуси, Инициативу федералистов-анархистов (Бразилия), Федерацию анархистов Вальдивии, Анархическую федерацию (Великобритания и Ирландия), Федерацию немецкоговорящих анархистов (Германия и Швейцария), Анархическую политическую организацию (Греция), Федерацию анархистов Мексики, Федерацию за анархическую организацию (Словения и Хорватия) и Анархическую федерацию (Чехия и Словакия).

## В постсоветской России
В январе 1989 года было провозглашено создание Конфедерации анархо-синдикалистов (КАС), которая стала первой крупной организацией анархистов СССР и объединяла в своём составе участников из России, Сибири, Белоруссии и Украины. Организационный договор Конфедерации был крайне эластичным, и в организацию вошло немало людей, имевших к синдикализму довольно отдалённое отношение. На II съезде КАС, который прошёл в Москве весной 1990 года, для нахождения в составе организации была признана необходимой приверженность принципам анархо-синдикализма. Ряд анархических групп (Саратова, Казани, Ленинграда, Запорожья, Горького, Черкасс, Днепропетровска) не согласился с этим решением и выступил с инициативой создания более широкого объединения, в котором могли бы действовать анархисты разных направлений, а совместные решения принимались бы без голосования, консенсусом. 16-17 июня 1990 года в палаточном лагере протеста против Балаковской АЭС прошёл общесоюзный съезд движений анархистов, который принял решение об образовании Ассоциации движений анархистов (АДА). В учредительных документах определялось, что «возможны и желательны взаимодействие и взаимная помощь любых течений анархизма», а Ассоциация «включает в себя всех стремящихся к взаимодействию в её составе анархистов вне зависимости от их взглядов и убеждений».
В 1995 году на VIII съезде в Санкт-Петербурге участниками АДА было заключено новое соглашение: самоприём был отменён, а организация приняла принцип обязательности исполнения принятых её участниками решений, жёстко определив состав участников, правила приёма и действия, признаваемые её участниками недопустимыми, а также автоматический выход из состава организации в случае бездействия либо действий, прямо противоречащих взятым на себя обязательствам. Прошедший в 1997 году в Твери очередной съезд АДА направил VI конгрессу Интернационала федераций анархистов письмо с предложением «рассмотреть вопрос о возможности соединения» организаций. В 2004 году на VII конгрессе в Безансоне Ассоциация была включена в состав Интернационала как одна из языковых синтетических федераций. При этом участники Ассоциации не пересматривали принятые ранее решения в духе синтетического анархизма Волина и Фора, а её соглашения допускали участие как сторонников анархического коммунизма, так и рыночных анархистов. Питерская группа АДА оспорила резолюцию конгресса Интернационала об отношении к религии, выступив в защиту религиозного анархизма. В 2007 году участие Ассоциации в Интернационале было приостановлено, VIII конгресс ИФА в Карраре подтвердил прекращение её членства. Съезд АДА счёл это решение противоречащим договору об ассоциации с Интернационалом и отказался признавать Ассоциацию выбывшей. В 2009 году съезд в Сергиевом Посаде заявил, что не считает необходимым участие АДА «в каком-либо одном международном анархическом объединении», а её участники «открыты для сотрудничества со всеми анархистами, в целом разделяющими наши принципы». Съезд 2011 года в Ярославле отказался считать Ассоциацию частью Интернационала федераций анархистов.

### На русском языке
- Пepвая Конференция Анархистских Организаций Украины «Набат». Декларация и резолюции : [арх. 15 апреля 2016]. — Издание Издательской Рабочей Группы в Респ. Аргентине (Ю. Ам.), 1922. — С. 30.
- Эврич, Пол. Русские анархисты. 1905-1917 / Пер. с англ. И.Е. Полоцка. — М. : ЗАО Центрполиграф, 2006. — С. 272. — (Россия в переломный момент истории). — ISBN 5-9524-2512-7.

### На других языках
- Avrich, Paul. Russian Anarchism and the Civil War (англ.) // The Russian Review : journal. — 1968. — July (vol. 27, no. 3). — P. 296—306. — ISSN 0036-0341.
- Díez, Xavier. El anarquismo individualista en España: 1923–1938 :  [исп.]. — Barcelona : Virus editorial, 2007. — P. 376. — ISBN 9788496044876.
- Garner, Jason. La búsqueda de la unidad anarquista: la Federación Anarquista Ibérica antes de la II República (исп.) // Germinal: revista de estudios libertarios : diario. — 2008. — P. 49—79. — ISSN 1886-3019. Архивировано 20 мая 2018 года.
- Guérin, Cédric. Pensée et action des anarchistes en France: 1950-1970 : Mémoire de Maîtrise : Histoire contemporaine : Lille 3 : 2000, sous la direction de Mr Vandenbussche :  [фр.] : [арх. 30 сентября 2007]. — Villeneuve d’Ascq : Dactylogramme, 2000. — P. 188.
- Guérin, Daniel. No Gods, No Masters : An Anthology of Anarchism :  [англ.]. — AK Press, 2005. — P. 500. — ISBN 9781904859253.
- El movimiento libertario en Italia (Monografía). Autonomía de las luchas y movimiento anárquico. La crisis de una democracia parlamentarista (исп.) // Bicicleta[исп.]. Revista de comunicaciones libertarias : diario. — 1977. — 1 noviembre. — ISSN 0210-2757. Архивировано 6 октября 2014 года.

## Дополнительные источники
- Faure, Sébastien. The Anarchist Synthesis : [арх. 30.04.2018] :  [англ.] // The Anarchist Library. — Дата обращения: 05.08.2018.
- Malatesta, Errico. Il Programma Anarchico : [арх. 27.09.2017] :  [итал.] // Federazione Anarchica Italiano. — Дата обращения: 05.08.2018.
- Voline, Vsevolod. Anarchist Synthesis : [арх. 11.09.2015] :  [англ.] // libcom.org. — Дата обращения: 05.08.2018.